# Movimiento Cívico Madera de Guerrero
El Movimiento Cívico Madera de Guerrero (MDG) es un partido conservador de la ciudad de Guayaquil en Ecuador creado por el exalcalde de Guayaquil Jaime Nebot. Su programa está centrado en la autonomía regional. Madera de Guerrero está en alianza con el Partido Social Cristiano. Actualmente tiene 7 curules en la Asamblea Nacional.

## Historia
Jaime Nebot creó el Movimiento Cívico Madera de Guerrero antes de la elecciones parlamentarias del 2009 para mejorar sus oportunidades de reelección como alcalde.
MG y PSC entraron en coalición a las elecciones parlamentarias del 2009 bajo una misma lista, obteniendo 11 curules. Medio año después de las elecciones se rompió la alianza entre estos dos partidos políticos. En vista de las elecciones generales de 2013, se han vuelto a aliar.